# Улица Шаумяна (Екатеринбург)
Улица Шаумя́на — улица в жилом районе «Юго-Западный» Верх-Исетского и Ленинского административных районов города Екатеринбурга. Своё название улица получила в честь Степана Георгиевича Шаумяна (1878—1918), одного из 26 бакинских комиссаров.

## Расположение и благоустройство
Улица проходит с юго-востока на северо-запад между улицами Волгоградской и Посадской. Начинается от пересечения с улицей Московской и заканчивается у улицы Серафимы Дерябиной. Пересекается с улицами Советских Женщин, Хасановской, Автономных Республик, Иркутской, Чкалова, Ясной и Белореченской. Слева на улицу выходят улицы Амундсена, Громова, справа — улица Фурманова.
Протяжённость улицы составляет около 2,5 км. Ширина проезжей части — около 12 м (по две полосы в каждую сторону движения), на протяжении квартала от ул. Серафимы Дерябиной до ул. Белореченская — около 20 м (по три полосы в каждую сторону движения). На протяжении улицы имеется шесть светофоров (на перекрёстках с улицами Московской, Фурманова, Ясной, Громова, Белореченской, Серафимы Дерябиной). На протяжении улицы нерегулируемых пешеходных переходов не имеется. С обеих сторон улица оборудована тротуарами и уличным освещением. Нумерация домов начинается от улицы Московской.

## История
Улица начала застраиваться в 1940-е годы частными домами, на плане Свердловска 1947 года показана застроенной на участке от улицы Московской до улицы Сталинградской (Волгоградской). Со второй половины 1960-х годов по 1980-е улица Шаумяна застраивалась многоэтажными жилыми домами типовых серий на участке между улицами Ясной и Серафимы Дерябиной.

## Транспорт
Автомобильное движение на всей протяжённости улицы двустороннее.

### Наземный общественный транспорт
Улица является внутрирайонной транспортной магистралью. По улице осуществляется автобусное движение и движение маршрутного такси.

### Ближайшие станции метро
Действующих станций метро поблизости нет. В отдалённой перспективе у перекрестка улиц Московской, Шаумяна, Щорса и Амундсена планируется строительство станции 3-й линии Екатеринбургского метрополитена  «Посадская».